# Bom Dia Mulher
Bom Dia Mulher foi um programa de variedades exibido nas manhãs da RedeTV!, entre 18 de novembro de 2002 e 8 de maio de 2009, de segunda a sexta-feira.

## Apresentadores
O programa estreou sob o comando de Ney Gonçalves Dias, Solange Couto e Solange Frazão. No início de 2003, Solange Couto saiu, após desentendimentos com a emissora, e entrou Amanda Françozo. Antes da estreia do programa, o horário era ocupado por infomerciais.
Em 29 de março de 2004, Olga Bongiovanni assumiu a apresentação do programa, sendo que, com a mudança do âncora, também ocorreu a mudança de horário, que passou a ser às 9 horas.
Em 2009, Olga rescindiu o contrato com a RedeTV!, alegando os novos desafios. Ela deixou o comando da atração no dia 27 de Fevereiro.
Keila Lima, repórter da emissora, assumiu a apresentação até o novo formato ficar pronto. O último programa foi ao ar no dia 8 de maio após a grade da emissora sofrer uma reformulação. A partir do dia 11 de maio de 2009, estreou no mesmo horário o novo programa da RedeTV!, Manhã Maior.